# Hydata subfenestraria
Hydata subfenestraria là một loài bướm đêm trong họ Geometridae.